# Gemeindewehrleiter (Sachsen)
Ein Gemeindewehrleiter bezeichnet in Sachsen den Leiter einer Freiwilligen Feuerwehr auf Gemeindeebene. In Gemeinden mit Berufsfeuerwehren nimmt gemäß § 19 Sächsisches Gesetz über den Brandschutz, Rettungsdienst und Katastrophenschutz der Leiter der Berufsfeuerwehr die Aufgaben des Gemeindewehrleiters wahr. Die Ortsfeuerwehren der Gemeinde werden jeweils durch einen Ortswehrleiter geleitet.

## Wahl und Ernennung
Der Gemeinde-/Ortswehrleiter wird auf der Grundlage der Feuerwehrsatzung der Gemeinde gewählt. Er muss persönlich und fachlich für das Amt geeignet sein. Die Amtszeit des Gemeinde-/Ortswehrleiters beträgt 5 Jahre.

## Aufgaben
Der Gemeinde-/Ortswehrleiters ist verantwortlich für:
- die Leistungsfähigkeit seiner Feuerwehr,
- ordnungsgemäße Dienstdurchführung sowie
- Beratung in allen feuerwehr- und brandschutztechnischen Angelegenheiten.

## Unterstellung
Die Ortswehrleiter sind dem Gemeindewehrleiter, in Städten mit Berufsfeuerwehr dem Leiter der Berufsfeuerwehr fachlich unterstellt.

## Dienstgrad
Die Dienstgrade der Gemeinde-/Ortswehrleiter richtet sich nach der Anzahl der Züge in seiner Gemeinde/Ortschaft.
| Oberbrandmeister                            | Hauptbrandmeister                           | Brandinspektor                            |
| Wehrleiter bis 2 Zügen Oberbrandmeister/-in | Wehrleiter bis 3 Züge Hauptbrandmeister/-in | Wehrleiter über 3 Züge Brandinspektor/-in |